# Takashi Shinozuka
Pour les articles homonymes, voir Shinozuka.
Takashi Shinozuka (篠塚隆, Shinozuka Takashi) est un diplomate japonais, consul général à Atlanta de 2016 à 2019 et ambassadeur au Maroc de 2020 à 2022.

## Biographie

### Jeunesse et études
Né dans la préfecture de Hyōgo, Takashi Shinozuka est diplômé de la faculté de droit (ja) de l'université de Tokyo.

### Parcours professionnel
Takashi Shinozuka fait son entrée au ministère des Affaires étrangères japonais en 1981. Il y travaille un temps comme chef d'unité au sein du bureau des affaires économiques internationales (ja). 